# Родріго Варгас
Родріго Варгас (ісп. Rodrigo Vargas Castillo, нар. 19 жовтня 1994, Санта-Крус-де-ла-Сьєрра) — болівійський футболіст, нападник клубу «Карпати» (Львів). Виступав, зокрема, за клуби «Орієнте Петролеро» та «Карпати» (Львів), а також національну збірну Болівії.

## Клубна кар'єра
Вихованець клубу «Орієнте Петролеро», в складі якого дебютував у дорослому футболі. У команді провів п'ять сезонів, взявши участь у 111 матчах чемпіонату. Більшість часу, проведеного у складі «Орієнте Петролеро», був основним гравцем атакувальної ланки команди.
У 2016 році перейшов до «Насьйоналя» (Потосі). На початку 2018 року підсилив «Зе Стронгест».
3 березня 2018 року перейшов до «Карпат» (Львів). 

## Виступи за збірні
2011 року дебютував у складі юнацької збірної Болівії, взяв участь у 4 іграх на юнацькому рівні.
У січні 2013 року Варгас потрапив у заявку збірної Болівії на участь в молодіжному чемпіонаті Південної Америки, який проходив в Аргентині. Він провів на турнірі чотири матчі і забив два м'ячі — у ворота збірних Аргентини та Парагваю. На молодіжному рівні зіграв у 4 офіційних матчах, забив 2 голи.
7 лютого 2013 року дебютував в офіційних матчах у складі національної збірної Болівії.

## Досягнення
«Орієнте Петролеро»
- Професійна футбольна ліга Болівії
  -  Чемпіон (2): 2012/13 (Клаусура), 2014/15 (Апертура)